# Державна продовольчо-зернова корпорація України
Державна продовольчо-зернова корпорація України (ДПЗКУ) — один з найбільших учасників аграрного ринку України. Компанію створено як державне підприємство. Згодом державне підприємство було перетворено в акціонерне товариство.

## Діяльність
- Послуги приймання, доведення якості до базисних кондицій, зберігання і відвантаження зерна, його доробки.
- Виробництво борошна, круп, інших харчових продуктів.
- Виробництво кормів і комбікормів, кормових добавок та інших кормових продуктів.
- Формування ресурсів зерна і продуктів його первинної переробки на регіональному і загальнодержавному рівні.

Компанія має мережу філій практично в усіх регіонах країни.
Середня кількість працівників компанії 2020 року складала 4413, а 2019 року — 4541 працівник.

## Керівництво
- Коваленко Василь Михайлович — в.о. голови правління[5].

## Активи

Виробничі потужності корпорації

Корпорація акумулює активи, в які входять 24 елеватори, 18 комбінатів хлібопродуктів. Серед них 17 млинів, 1 круп'яний та 2 комбікормових заводи, а також 2 портові елеватори. Філії підприємства спроможні одночасно зберігати близько 4 млн тонн зернових, що автоматично робить його найбільшим оператором зі зберігання збіжжя в країні.
Серед активів корпорації — два портових елеватори — Одеський і Миколаївський. Ці два об'єкти є єдиними державними портовими елеваторами. Їх сумарні потужності з перевалки на експорт становлять 2,38 млн тонн зернових вантажів на рік.

## Діяльність

### Зберігання
Компанія є лідером серед операторів ринку зберігання зернових та олійних культур в Україні, що володіє потужністю одночасного зберігання близько 3,5 млн т збіжжя. З моменту закладки та протягом зберігання зерна на елеваторі працівники філій проводять систематичний контроль якості і стану зернової температури, вологості, зараженості шкідниками, запаху та кольору.
Для збереження показників зернових і олійних культур на філіях проводиться комплекс заходів: фумігація, газація, вентиляція, підтримання відповідної температури, залежно від погодних умов (важливо не допустити перегріву або переохолодження зерна). Обладнання на елеваторах дозволяє підтримувати зерно в кондиційному стані до 2-х років.

### Виробництво
Філії підприємства спроможні виробляти на рік 688,6 тис. тонн борошна, 30,5 тис. тонн круп, 160 тис. тонн розсипних комбікормів.
«Державна продовольчо-зернова корпорація України» має у своєму розпорядженні зернопереробні комплекси сумарною потужністю близько 3,0 тис. тонн зерна на добу. Це дозволяє в рік переробляти близько 700 тис. тонн зернових і круп'яних культур на борошно і крупи, що становить 10 % від середньорічного споживання в Україні.
На підприємствах Корпорації виробляється борошно, крупи, комбікорми. Виробництво борошна — це 7 сортів пшеничного та житнього борошна, їх суміші, а також вітамінізоване борошно. Крім того, технологічні можливості борошномельних заводів дозволяють проводити відбір крупи манної та зародку пшениці. Круп'яне виробництво представлене 5 видами круп: перлова, ячна, пшенична, гречана, вівсяна та 5-ма видами пластівців: вівсяні, житні, пшеничні, ячмінні, гречані. А суміші пластівців представлені у вигляді мюслів. Також розроблено безліч рецептур повнораціонних комбікормів для великої рогатої худоби, свиней, кролів, птиці, риби та ін.

### Перевалка
До складу корпорації входить 2 портові елеватори — Одеський і Миколаївський — сумарні потужності з перевалки на експорт яких складають 2,38 млн тонн зернових вантажів на рік в абсолютному обчисленні або 11,9 % усього обсягу пікових експортних відвантажень українського зерна і 19,8 % середніх обсягів експортних постачання за останні 5 років. Філія «Одеський зерновий термінал»
Одеський портовий елеватор введено в експлуатацію у 1962 році. За роки своєї діяльності підприємство стало одним із найбільших комплексів на чорноморському узбережжі України з перевалки зерна. Одеський зерновий термінал має у своєму складі комбінат хлібопродуктів, введений в експлуатацію у 1844, та портовий елеватор. Елеваторний комплекс виконує послуги по прийманню, зберіганню і відвантаженню зерна на судна як в експортному варіанті, так і в імпортному варіанті.
Загальна робоча зернова місткість філії «Одеський зерновий термінал» становить 97,5 тис. тонн, в тому числі елеваторна — 67,5 тис. тонн, складська — 30 тис. тонн. Основні культури зберігання: пшениця, кукурудза, ячмінь, ріпак, соняшник. Переробні потужності млинзаводу філії складають 77 тис. тонн борошна в рік, добова продуктивність — 335 тонн

### Миколаївський портовий елеватор
Миколаївський портовий елеватор був побудований 1930 року. На цей час це підприємство було одним із найбільших елеваторів у державі та Європі та 3-м у світі, справжнім еталоном вітчизняного портового елеваторного будівництва. Основним напрямком діяльності філії є здійснення експортно-імпортних операцій із зерновими та олійними культурами, надання послуг із приймання, доведення якості до базисних кондицій, зберігання і відвантаження зерна та насіння олійних культур. Загальна робоча зернова місткість філії «Миколаївський портовий елеватор» становить 69 тис. тонн. Основні культури зберігання: пшениця, ячмінь, ріпак, соняшник. На філії є власне підсобне господарство з вирощування зернових на орендованих 2347 га землі.

## Кримінальні провадження
У липні-жовтні 2014 року тодішній керівник компанії Петро Вовчук з іншими посадовими особами та представником компанії продали зерно підконтрольним підприємствам за заниженими цінами. Це зерно через ряд компаній на умовах подальшої оплати поставили до Саудівської Аравії, однак постачання не були оплачені. У результаті компанія зазнала збитків на 60 млн $.
У квітні 2018-го Вовчука було оголошено в розшук. 31 жовтня 2019-го його заарештували у Вільнюсі. Окрім Вовчука, в розшук оголосили російського олігарха Олексія Федоричева, який разом із Вовчуком продав 295 тис. тонн кормового ячменю офшорним компаніям Lirtavis Enterprises LTD (Кіпр) і Somerton Business Limited (Гонконг).

## Результати діяльності
За результатами 2020 року корпорація звітувала про збиток розміром 5,8 млрд грн. У 2019 році збиток від діяльності склав 1,55 млрд грн, у 2018 році — 1,47 млрд.
У 2020 році дохід компанії знизився вдвічі у порівнянні з 2019 роком, склавши 7,1 млрд грн, заборгованість перед партнерами склала 29,7 млрд грн. Банківська заборгованість компанії у вересні 2020 року становила 25,4 млрд грн, поточна кредиторська заборгованість — 4,53 млрд.
Згідно з прогнозами Міністерства фінансів, у 2020—2023 роках збитки компанії оцінювали у 1,3 млрд грн на рік.

### Борг перед Китаєм
У 2012 році Експортно-імпортний банк Китаю видав ДПЗКУ кредит на 3 млрд доларів. За умовами кредиту, гроші мали бути витрачені для купівлі зерна, а зерно надалі мало бути проданим до Китаю, Китайській національній корпорації машинної індустрії та генеральних підрядів (ССЕС). Угоду підписали терміном на 15 років, щороку українська сторона мала поставляти 5 млн тонн зерна. Наприкінці 2014 року ССЕС заявила, що ДПЗКУ порушила умови постачання. Зокрема, сторони узгодили 19 контрактів, якими українська сторона мала експортувати понад 1 млн тонн зернових за ціною 230 млн $.
Згодом ДПЗКУ звітувала про збитки у мільйони доларів, також стало відомо, що ДПЗКУ продовжила торгувати напряму з іншими країнами без посередництва КНР, як вимагали умови домовленості. При цьому, ДПЗКУ не платила преференційну маржу у розмірі 5 $. Врешті, у лютому 2014 року ССЕС подав позов до Лондонського арбітражного суду позов проти ДПЗКУ, вимагаючи покриття збитків у 3 млрд $. На цей час, замість умовлених 3 млрд $, українська сторона продала зерна на 153 млн $.
У 2015 році компанію було звинувачено у роботі з тіньовими схемами, які дозволяли розкрадати гроші.
2017 року між партнерами пройшли нові переговори, де сторони узгодили постачання щонайменше 300 тис. тонн зернових з України до КНР до кінця року. ДПЗКУ не домовилося із ССЕС щодо реструктуризації боргів, тому виплату боргів було покладено на державу. За прогнозами Міністерства фінансів України, у 2021 році найбільші виплати державних гарантій України очікувалося витратити на покриття боргів перед ССЕС. 2021 року їх оцінювали у 3,3 млрд, 2022 — 6,5 млрд, 2023 — 6,2 млрд грн.

## Нагороди
- 2006 — «Еталон якості»
- Грамота виставки «Україна зернова» (2007) за вдосконалення та модернізацію технології перевалки нових видів дрібнонасіннєвих зернових культур, освоєння контейнерної перевалки та запровадження експериментальних авторозвантажувачів.